# 藤原安永
藤原 安永（ふじわら の やすなが）は、平安時代初期の貴族。藤原北家、参議・藤原家依の曾孫。越中守・藤原中守の子。官位は従五位上・越中守。

## 経歴
弘仁14年（823年）淳和天皇の即位に伴って従五位下に叙爵。淳和朝ではほかに叙位任官の記録が残っていない。
承和7年（840年）兵部少輔に任ぜられると、承和8年（841年）大蔵少輔次いで宮内少輔、承和13年（846年）大膳大夫と仁明朝では京官を歴任し、承和11年（844年）には21年ぶりに昇叙されて従五位上に昇進している。仁明朝末の承和15年（848年）越中守として地方官に転じた。

## 官歴
『六国史』による。
- 時期不詳：正六位上
- 弘仁14年（823年） 4月27日：従五位下
- 承和7年（840年） 8月22日：兵部少輔
- 承和8年（841年） 閏9月15日：大蔵少輔。閏9月28日：宮内少輔
- 承和11年（844年） 正月7日：従五位上
- 承和13年（846年） 2月11日：大膳大夫
- 承和15年（848年） 正月13日：越中守